# Kipawa
Kipawa (fr. Rivière Kipawa) – rzeka w zachodniej części prowincji Quebec w Kanadzie, o długości 180 km. W większości niezagospodarowana, na części jezior znajdują się tamy, domy letnikskowe i łowiska ryb.
Niektóre jeziora, przez które przepływa rzeka Kipawa:
- Lac aux Foins
- Watson
- Lac des Loups
- Brennan
- Grindstone
- Hunter
- Kipawa